# Nepanthia fisheri
Nepanthia fisheri är en sjöstjärneart som beskrevs av Ross Robert Mackerras Rowe och Marsh 1982. Nepanthia fisheri ingår i släktet Nepanthia och familjen Asterinidae. Inga underarter finns listade i Catalogue of Life.